# Ahmose-Inhapi
| iaH · ms | ini | H | a · p · Z4 · N36 |

| iaH · ms | ini | H | a · p · Z4 · N36 |

Ahmose-Inhapi fue una princesa y reina de finales de la decimoséptima dinastía del Antiguo Egipto. Era hija de Senajtenra Ahmose y su esposa Tetisheri, hermana del faraón Seqenenra Taa y de las reinas Ahhotep y Satdyehuty. Se casó con su hermano, con quien tuvo una hija, Ahmose-Hentimehu. Portaba los títulos de  Hija del Rey (sȝt-niswt) y Esposa del Rey (hmt-niswt).

## Testimonios de su época
Es mencionada en un ejemplar del Libro de los Muertos, propiedad de su hija, y en la tumba de Amenemhat, administrador del templo de Amón (TT53). Carl Nicholas Reeves cree que fue enterrada en Tebas, en la tumba UN-A (que los habitantes de la zona llaman Bab el-Mallaq, tumba colgada debido a que se encuentra en un acantilado) excavada parcialmente por Claude Robichon en 1931 y 32.
Su momia, junto a las de otros miembros de la familia real ahmósida, fue trasladada a la tumba DB320 donde fue descubierta en 1881 por Emil Brugsch, y actualmente se conserva en el Museo Egipcio de El Cairo. Ahmose-Inhapi se encontraba en un sarcófago propiedad de Rai, la niñera de su sobrina-nieta Ahmose-Nefertari. En junio de 1886 Gaston Maspero retiró las vendas de la momia, que fue examinada posteriormente por Grafton Elliot Smith; éste describió a Ahmose-Inhapi como una mujer de constitución fuerte y gran parecido físico con su hermano, la piel de la momia aparecía "oscura, suave, húmeda y dura como el cuero engrasado". Tenía una guirnalda de flores al cuello y el cabello trenzado, y estaba espolvoreada con polvo de madera aromática.

### Citas
1. ↑  Dodson y Hilton: op. cit., pp. 124 y 129.
2. ↑  Grajetzki: op. cit., pág. 50.
3. ↑  Miller: The k3y of Inhapi.
4. ↑  Miller: Ahmose-Inhapi.